# کرشکک
کرشکک آبادی کوچکی است در دهستان شاخنات از توابع بخش مرکزی شهرستان بیرجند، واقع در استان خراسان جنوبی که بر پایه سرشماری عمومی نفوس و مسکن در سال ۱۳۹۵ این آبادی فاقد سکنه بوده است.